# Відьма в кам'яному човні
«Відьма в кам'яному човні» (ісл. Skessan á steinnökkvanum, «Велетка в кам'яному човні») — ісландська народна казка, спочатку записана Йоном Арнасоном (1864), перекладена англійською мовою в збірці казок Ендрю Ленга «Жовта книга казок» (1894).
Антагоністом є велетка (скесса; в інших місцях її називають тролицею і виявляють, що вона є сестрою триголового велетня), хоча Ланг перекладає її як «відьма», яка змінює форму та займає місце королеви, у той час як справжня королева ув'язнена.
Казка була класифікована як підтип АТУ 462, «Королеви-вигнанки та королева-людожерка».

## Публікації
«Skessan á steinnökkvanum» (буквально «skessa [велетка] у кам'яному човні») був вибраним із збірки народних оповідань/казок Йона Арнасона, Íslenzkar Þjóðsögur og Æfintýri Vol. 2 (1862–64).
Пізніше вона була перекладена німецькою мовою як «Die Riesin in dem Steinboote» («Велетка у кам'яному човні») Йозефом Поестіоном у книзі «Isländische Märchen» (1884), відоме джерело ісландських казок для Ендрю Ленга.
Англійський переклад Ендрю Ленга «Відьма в кам'яному човні» з'явився в «Жовтій книзі казок», перше видання якої було опубліковано в 1894 році.
Іншими німецькими перекладами є «Die Riesin im Steinboot» (1902) Аделіни Ріттерсгауз і подібна назва, перекладена Гансом Науманном та Ідою Науманн (1923).
Казка була перекладена англійською мовою під назвою «Тролиха у кам'яному виробі» в англійській версії «Ісландських легенд Йона Арнасона: друга серія» і в пізнішій публікації під назвою «Велетка і гранітний човен».

## Казковий тип
Ця народна казка вважається версією типу 462 Аарне-Томпсона-Утера «Королеви-вигнанки та королева-людожерка» і споріднена з італійською казкою «Дракон» («Пентамерон» IV. 5).
Другий варіант казки, відповідно до опису типу, — «Син семи цариць», індійська казка, зібрана Джозефом Джейкобсом. У ній король, який був одружений із сімома співдружинами, під час полювання переслідує білого оленя. По гарячих слідах король вистежує оленя до хатини в лісі, де живе стара відьма. Невдовзі він зустрічає жінку надзвичайної краси, яка, як він зрозумів, є перетвореним білим оленем. Як перше прохання надприродна жінка наказує королю позбутися своїх колишніх дружин, щоб замінити королев-вигнанок. Інший варіант: «Демон нарешті переможений Королівським сином», записаний Мейв Стоукс в «Індійських казках» (1880).
Варіанти типу казки також засвідчені в народній казковій традиції Південної Азії та Латинської Америки.

## Опис
Один король наказав своєму синові Сігурду одружитися, порекомендувавши йому майбутньою дружиною дочку іншого короля. Сігурд поїхав до того королівства і зробив пропозицію руки і серця, і король нареченої погодився на шлюб, але за умови, що Сігурд залишиться і допомагатиме йому, скільки зможе. Сігурд пообіцяв залишитися, доки не отримає звістку про смерть свого батька. Коли Сігурд дізнався про смерть батька, він разом з дружиною та дворічним сином відплив на батьківщину.
Кораблю не вистачало одного дня до завершення подорожі, коли стих вітер. Сігурда охопила сонливість, і він залишив королеву з дитиною на палубі наодинці. Тоді до корабля приплив кам'яний човен, який перевозив страшну «відьму» (Lang. tr.) або «дружину-троля» (ісл. tröllkona). Відьма піднялася на борт корабля, викрала немовля і зайняла місце королеви, перетворившись на її подобу і одягнувши прекрасний одяг, який вона зняла з королеви. Самозванка посадила справжню королеву на кам'яний човен і промовила до нього заклинання, наказуючи йому пливти до її брата в підземному царстві, не збиваючись з курсу. Човен відплив і незабаром зник з поля зору корабля. Зникнення справжньої матері викликало у дитини нестримний плач, і зусилля відьми заспокоїти його були марними. Тоді відьма спустилася під палубу і почала лаяти Сігурда за те, що той залишив її саму на палубі. Такої істерики Сігурд ніколи не отримував від своєї дружини, і це здивувало його, але він подумав, що цього разу вона мала на це поважну причину. Але, незважаючи на всі зусилля обох, вони не змогли вгамувати плач хлопчика.

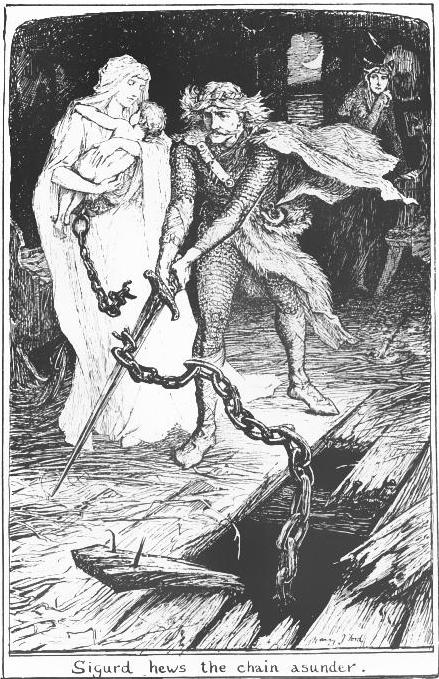
«Сігурд розрубує ланцюг»—Ілюстрація Г. Дж. Форда

Тепер Сігурд був правителем своєї батьківщини, успадкувавши свого померлого батька. Маленький хлопчик, який колись був такою тихою дитиною, ледве переставав плакати з того дня, тому його довелося віддати на виховання годувальниці (або прийомній матері fostrá), одній із придворних дам. Сігурд помітив зміни в характері дружини: вона стала більш «гордовитою і впертою, і з нею було важко мати справу».
Але особу фальшивої королеви ще належало розгадати. Двоє молодих придворних, які мали звичку грати в шахи (насправді в гру Тавлія) у кімнаті поруч з королевою, підслухували та шпигували за нею через щілину. Вони чули, як вона говорила, що чим ширше вона позіхає, тим більше перетворюється на троля, і навіть коли вона говорила, вона сильно позіхала і поверталася в образ огидної тролихи. І крізь підлогу її кімнати з'явився її брат, триголовий велетень (þríhöfðaður þussi), який приніс їй корито, повне м'яса, яке вона з'їла.
Тим часом годувальниця хлопчика-принца мала стати свідком надприродної появи справжньої королеви. Коли годувальниця запалила світло [свічки], кілька дощок піднялися з підлоги, а з-під них з'явилася дивовижної краси жінка в білому одязі, одягнена в полотно. На її талії був затягнутий залізний пояс з ланцюгом, що вів у землю під нею. Цариця на мить обійняла дитину і знову повернулася під підлогу. Її поява повторилася другої ночі, і доглядальниця почула, як королева з жалем сказала: «Двоє пішли, а одна залишилася», що, як здогадалася доглядальниця, мало означати, що третьої ночі вона з'явиться востаннє.
Наступної ночі король Сігурд був у кімнаті медсестри з мечем у руці, чекаючи на жінку, в якій миттєво впізнав власну дружину. Він розрубав ланцюг навпіл, і з-під землі почувся сильний шум. Справжня королева розповіла свою історію. Триголовий велетень намагався примусити її взяти з ним шлюб (точніше, переспати з ним), і нарешті вона погодилася за умови, що зможе відвідувати сина три ночі поспіль, сподіваючись на можливість звільнитися. Велетень, мабуть, розбився насмерть, і обвал «був спричинений ним у передсмертних муках». Справжня королева була відновлена у всій своїй гідності, а фальшиву королеву король наказав негайно схопити та забити камінням до смерті, її тіло розірвали коні.

## Перекази

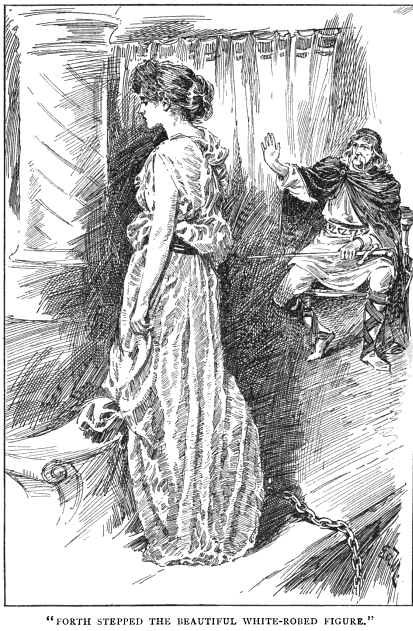
«Фігура в білому одязі» з «Велетка і гранітний човен».—Ілюстрація Е. А. Мейсона до книги «Ісландські казки» (1897).

Прикрашений переказ був зроблений місіс Ангус В. Холл під назвою «Велетка і гранітний човен» (1897). Тут дружину Сігурда названо «Гельґа», його тестя — «Гардрада», а маленького сина — «Курт».

## Уточнення
1. 1 2  Ісландське слово «steinnökkvi» у словнику Клісбі-Вігфуссона визначається як «пофарбований, розмальований човен (?), (не кам'яний човен)»,[1] але це питання суперечки, як зазначає Бен Ваггонер;[2] інші лексикографи, такі як Йоган Фріцнер, справді висвітлювали цей термін як «кам'яний човен»  (дан. båd af sten).[3]
2. ↑  Hall's retelling: "giantess"; Poestion tr.: Riesenweib; Rittershaus tr.: Riesin.
3. ↑  В ісландському тексті не вказано джерело світла. У переказі Холла «медсестра запалила лампу».
4. ↑  Ысландська: undurfríð kona á línklæðum; "hvítklædda kona". Поестіон перекладає перший випадок як «wunderschöne Frau in einem Linnenkleide (дивовижно красива жінка в лляному вбранні)», але не слідує за Лангом, який подає «красива жінка, одягнена в біле». У переказі Голла йдеться про «одягнену лише в одне біле лляне вбрання».
5. ↑  Ісландська viljað þegar sofa hjá sér «хотів уже спати зі мною», як тільки вони познайомилися. Поестіон не побоявся сказати королеві: «Він одразу захотів зі мною переспати».